# 山崎運動公園
山崎運動公園（やまざきうんどうこうえん）は、和歌山県熊野市にある熊野市立の都市公園（運動公園）である。

## 施設

### 山崎運動公園くまのスタジアム
2002年6月開場。同年、こけら落としのイベントで高校野球の強豪校横浜高校・中京大中京高校を招いて地元校と試合を実施。以来、毎年招待試合を行ったことで試合だけじゃなくて全国各地からキャンプ地として訪れる高校も増えて、現在毎年11月に全国各地から集まったチームが同球場及び周りの球場で練習試合を行う「くまのベースボールフェスタ」が実施されている。
一方でアマチュア野球では日米大学野球選手権大会開催経験はあるものの、長らく高校野球の公式戦実施はなかったが2025年、高校野球の三重県予選大会の試合会場で初めて使用された。なお阪神タイガース2軍戦開催実績があるほか、関西独立リーグの紀州レンジャーズの試合会場になったこともあった。
またソフトボールの試合も行われており、日本女子ソフトボールリーグの試合実施されたほか、高校・大学の試合も行われている。
- 両翼：100 m、中堅：122 m
- 内外野：人工芝
- スコアボード：電光式（LED）
- 照明設備：6基（192灯）
- 収容人員：5,500人（内野：ベンチ席 1,500人、外野：芝生 4,000人）

### 健康運動広場
少年野球場またはソフトボール場として2面の使用が可能。フィールドは野球使用時の内野がクレーで、外野部分は天然芝。
- フィールド - クレー（内野）、天然芝（外野）
- 得点板（野球用） - 2台

### 多目的グラウンド
1995年5月に完成。サッカー・ラグビー場として利用されている。完成年から毎年熊野市ラグビーフェスティバルを開催しており、大学・社会人の強豪チームの招待試合が組まれていたがグラウンドの地盤沈下に伴って、高校ラグビーの強豪校を招いて地元校も参加する大会に方針転換。なお方向転換以降、社会人ラグビーの試合はほとんど組まれなかったが2025年9月27日、ジャパンラグビー リーグワン ライジング三重ホンダヒート対トヨタヴェルブリッツで久しぶりに開催予定。
- 面積:16,202㎡
- 収容人数：不明

### その他
- 屋内競技場
- テニスコート
- 健康増進ハウス
- 児童用遊具設備

## アクセス
- 鉄道
  - JR有井駅より徒歩20分[7]